# Eduards Dašķevičs
Eduards Dašķevičs (Daugavpils, 12 luglio 2002) è un calciatore lettone, centrocampista del Riga FC e della nazionale lettone.

## Carriera

### Nazionale
Ha giocato nelle nazionali giovanili lettoni Under-17, Under-19 ed Under-21.
Ha esordito con la nazionale lettone il 16 giugno 2023, nella partita di qualificazione all'Europeo 2024 persa per 2-3 contro la Turchia.

## Statistiche

### Presenze e reti nei club
Statistiche aggiornate al 12 ottobre 2023.
| Stagione        | Squadra         | Campionato      | Campionato | Campionato | Coppe nazionali | Coppe nazionali | Coppe nazionali | Coppe continentali | Coppe continentali | Coppe continentali | Altre coppe | Altre coppe | Altre coppe | Totale | Totale |
| Stagione        | Squadra         | Comp            | Pres       | Reti       | Comp            | Pres            | Reti            | Comp               | Pres               | Reti               | Comp        | Pres        | Reti        | Pres   | Reti   |
| --------------- | --------------- | --------------- | ---------- | ---------- | --------------- | --------------- | --------------- | ------------------ | ------------------ | ------------------ | ----------- | ----------- | ----------- | ------ | ------ |
| ago.-dic. 2021  | HamKam          | 1D              | 2          | 0          | CN              | 1               | 0               |                    | -                  | -                  |             | -           | -           | 3      | 0      |
| 2022            | HamKam          | ES              | 8          | 0          | CN              | 2               | 1               |                    | -                  | -                  |             | -           | -           | 10     | 1      |
| Totale HamKam   | Totale HamKam   | Totale HamKam   | 10         | 0          |                 | 3               | 1               |                    | -                  | -                  |             | -           | -           | 13     | 1      |
| 2023            | Riga FC         | VL              | 25         | 3          | CL              | 3               | 0               | UECL               | 4                  | 0                  | -           | -           | -           | 32     | 3      |
| Totale carriera | Totale carriera | Totale carriera | 35         | 3          |                 | 6               | 1               |                    | 4                  | 0                  |             | -           | -           | 45     | 4      |

### Cronologia presenze e reti in nazionale
| Cronologia completa delle presenze e delle reti in nazionale ― Lettonia | Cronologia completa delle presenze e delle reti in nazionale ― Lettonia | Cronologia completa delle presenze e delle reti in nazionale ― Lettonia | Cronologia completa delle presenze e delle reti in nazionale ― Lettonia | Cronologia completa delle presenze e delle reti in nazionale ― Lettonia | Cronologia completa delle presenze e delle reti in nazionale ― Lettonia | Cronologia completa delle presenze e delle reti in nazionale ― Lettonia | Cronologia completa delle presenze e delle reti in nazionale ― Lettonia |
| Data                                                                    | Città                                                                   | In casa                                                                 | Risultato                                                               | Ospiti                                                                  | Competizione                                                            | Reti                                                                    | Note                                                                    |
| ----------------------------------------------------------------------- | ----------------------------------------------------------------------- | ----------------------------------------------------------------------- | ----------------------------------------------------------------------- | ----------------------------------------------------------------------- | ----------------------------------------------------------------------- | ----------------------------------------------------------------------- | ----------------------------------------------------------------------- |
| 16-6-2023                                                               | Riga                                                                    | Lettonia                                                                | 2 – 3                                                                   | Turchia                                                                 | Qual. Euro 2024                                                         | -                                                                       | 76’                                                                     |
| 19-6-2023                                                               | Erevan                                                                  | Armenia                                                                 | 2 – 1                                                                   | Lettonia                                                                | Qual. Euro 2024                                                         | -                                                                       | 64’                                                                     |
| 8-9-2023                                                                | Fiume                                                                   | Croazia                                                                 | 5 – 0                                                                   | Lettonia                                                                | Qual. Euro 2024                                                         | -                                                                       | 76’                                                                     |
| 11-9-2023                                                               | Riga                                                                    | Lettonia                                                                | 0 – 2                                                                   | Galles                                                                  | Qual. Euro 2024                                                         | -                                                                       | 86’                                                                     |
| 12-10-2023                                                              | Riga                                                                    | Lettonia                                                                | 2 – 0                                                                   | Armenia                                                                 | Qual. Euro 2024                                                         | -                                                                       | 55’                                                                     |
| 15-10-2023                                                              | Konya                                                                   | Turchia                                                                 | 4 – 0                                                                   | Lettonia                                                                | Qual. Euro 2024                                                         | -                                                                       | 56’ 59’                                                                 |
| 18-11-2023                                                              | Riga                                                                    | Lettonia                                                                | 0 – 2                                                                   | Croazia                                                                 | Qual. Euro 2024                                                         | -                                                                       | 89’                                                                     |
| 21-11-2023                                                              | Varsavia                                                                | Polonia                                                                 | 2 – 0                                                                   | Lettonia                                                                | Amichevole                                                              | -                                                                       | 61’                                                                     |
| 21-3-2024                                                               | Limassol                                                                | Cipro                                                                   | 1 – 1                                                                   | Lettonia                                                                | Amichevole                                                              | -                                                                       | 77’                                                                     |
| 26-3-2024                                                               | Larnaca                                                                 | Lettonia                                                                | 1 – 1                                                                   | Liechtenstein                                                           | Amichevole                                                              | -                                                                       | 17’ 76’                                                                 |
| 8-6-2024                                                                | Liepāja                                                                 | Lettonia                                                                | 0 – 2                                                                   | Lituania                                                                | Coppa del Baltico 2024                                                  | -                                                                       | 62’                                                                     |
| 11-6-2024                                                               | Liepāja                                                                 | Lettonia                                                                | 1 – 0                                                                   | Fær Øer                                                                 | Coppa del Baltico 2024                                                  | -                                                                       | 46’                                                                     |
| 7-9-2024                                                                | Erevan                                                                  | Armenia                                                                 | 4 – 1                                                                   | Lettonia                                                                | UEFA Nations League 2024-2025 - 1º turno                                | -                                                                       | 63’                                                                     |
| 10-10-2024                                                              | Riga                                                                    | Lettonia                                                                | 0 – 3                                                                   | Macedonia del Nord                                                      | UEFA Nations League 2024-2025 - 1º turno                                | -                                                                       | 82’                                                                     |
| 14-11-2024                                                              | Skopje                                                                  | Macedonia del Nord                                                      | 1 – 0                                                                   | Lettonia                                                                | UEFA Nations League 2024-2025 - 1º turno                                | -                                                                       | 71’                                                                     |
| 17-11-2024                                                              | Riga                                                                    | Lettonia                                                                | 1 – 2                                                                   | Armenia                                                                 | UEFA Nations League 2024-2025 - 1º turno                                | -                                                                       | 67’                                                                     |
| 24-3-2025                                                               | Londra                                                                  | Inghilterra                                                             | 3 – 0                                                                   | Lettonia                                                                | Qual. Mondiali 2026                                                     | -                                                                       | 61’                                                                     |
| 7-6-2025                                                                | Riga                                                                    | Lettonia                                                                | 0 – 0                                                                   | Azerbaigian                                                             | Amichevole                                                              | -                                                                       | 84’                                                                     |
| 10-6-2025                                                               | Riga                                                                    | Lettonia                                                                | 1 – 1                                                                   | Albania                                                                 | Qual. Mondiali 2026                                                     | -                                                                       | 75’                                                                     |
| Totale                                                                  |                                                                         | Presenze                                                                | 19                                                                      |                                                                         | Reti                                                                    | 0                                                                       |                                                                         |

## Palmarès

### Club

#### Competizioni nazionali
- 1. divisjon: 1

HamKam: 2021
- Coppa di Lettonia: 1

Riga FC: 2023